# Гребінківський район
Гребíнківський райо́н — колишня адміністративно-територіальна одиниця Полтавської області з центром у місті Гребінці. Зараз являється Гребінківською міською громадою Лубенського району

## Географія
Гребінківський район розташований у північно-західній частині Полтавської області. Межує з Яготинським районом Київської області, Драбівським районом Черкаської області, Пирятинським і Оржицьким районами Полтавської області. Поверхня рівнинна.
Корисні копалини: торф, пісковики, піски, глини. Ґрунти чорноземні малогумусні. З північного заходу на південний схід район перетинають долини річок Сліпороду, Оржиці та Сухої Оржиці.
Площа 59500 га. Загальна площа водного дзеркала 1086 гектарів. Площа лісів та лісосмуг 2600 гектарів. Переважають береза, вільха, дуб, клен, верба, осика.

### Природоохоронні території
| № п/п | Назва об'єкта                        | Категорія                                | Площа (га) | Розташування                              | Дата створення |
| ----- | ------------------------------------ | ---------------------------------------- | ---------- | ----------------------------------------- | -------------- |
| 1     | Плисів Яр                            | Заказник ботанічний                      | 10         | с. Овсюки                                 | 27.10.1994     |
| 2     | Пологи                               | Заказник гідрологічний                   | 100        | с. Сліпорід-Іванівка                      | 27.10.1994     |
| 3     | Дуби черешчаті                       | Пам'ятка природи ботанічна               | 0,2/2      | с. Майорщина                              | 27.10.1994     |
| 4     | Соснова алея                         | Пам'ятка природи ботанічна               | 0,5        | с. Майорщина                              | 27.10.1994     |
| 5     | Бесідівщинський парк ім. Г. Перевери | Парк-пам'ятка садово-паркового мистецтва | 27,4       | с. Бесідівщина                            | 20.12.1993     |
| 6     | Гребінчин каштан                     | Пам'ятка природи ботанічна               | 0,01       | с. Мар'янівка                             | 28.08.2009     |
| 7     | Бурівщина                            | Заказник ентомологічний                  | 73,2       | між селами Тарасівка та Сотницьке         | 23.06.2010     |
| 8     | Гостра могила                        | Пам'ятка природи ботанічна               | 0,06       | с. Олександрівка                          | 23.06.2010     |
| 9     | Почаївецькі могили                   | Пам'ятка природи ботанічна               | 1,7        | с. Почаївка                               | 23.06.2010     |
| 10    | Горбаневське                         | Заказник ландшафтний                     | 222,8      | 3 км на північний схід від с. Кулажинці   | 07.12.2011     |
| 11    | Лізина гора                          | Заказник ландшафтний                     | 24,1       | між сілами Березівка та Горби             | 07.12.2011     |
| 12    | Озеро                                | Пам'ятка природи комплексна              | 5,5        | на відстані 1 км на схід від с. Березівка | 07.12.2011     |
| 13    | Мар'янівський ковильник              | Пам'ятка природи ботанічна               | 1,3        | с. Мар'янівка                             | 07.12.2011     |
| 14    | Рудківський ковильник                | Пам'ятка природи ботанічна               | 1,8        | с. Рудка                                  | 07.12.2011     |
| 15    | Тополя                               | Пам'ятка природи ботанічна               | 0,01       | с. Короваї                                | 07.12.2011     |
| 16    | Садки                                | Пам'ятка природи зоологічна              | 2,32       | 3,5 км на захід від с. Мар'янівка         | 07.12.2011     |
| 17    | Свіччин Яр                           | Пам'ятка природи зоологічна              | 5,1        | 1,5 км на північ від с. Овсюки            | 07.12.2011     |

## Історія
Район утворений 25 лютого 1935 року. Відновлений 8 грудня 1966 року.
З 21 листопада 1959 року Гребінці надано статус міста районного підпорядкування.
В 2020 році за рішенням Верховної ради України «Про створення та ліквідацію районів» був ліквідований та передан у склад новоствореного Лубенського району На її місці зʼявилася Гребінківська міська громада

## Адміністративний поділ
Адміністративний центр району — місто Гребінка. 42 населені пункти підпорядковані 1-й міській та 16 сільським радам.

## Економіка
Народногосподарський комплекс району складається з підприємств агропромислового комплексу. На території району, в околицях міста Гребенка, діє два родовища глинозему: Корніївське та Лутайське.

## Населення
1990 року мешкало 30 тис. осіб.
Розподіл населення за віком та статтю (2001):
| Стать | Всього | До 15 років | 15-24 | 25-44 | 45-64 | 65-85 | Понад 85 |
| --- | ------ | ----------- | ----- | ----- | ----- | ----- | -------- |
| Чоловіки | 11 947 | 2344        | 1437  | 3479  | 3056  | 1565  | 66       |
| Жінки | 14 315 | 2218        | 1321  | 3640  | 3668  | 3169  | 299      |
| \| Статево-вікова піраміда \| Статево-вікова піраміда \| Статево-вікова піраміда \| \| ----------------------- \| ----------------------- \| ----------------------- \| \| Чоловіки \| Вік \| Жінки \| \| 66 \| 85 + \| 299 \| \| 134 \| 80-84 \| 436 \| \| 346 \| 75-79 \| 992 \| \| 598 \| 70-74 \| 1033 \| \| 487 \| 65-69 \| 708 \| \| 800 \| 60-64 \| 1158 \| \| 603 \| 55-59 \| 742 \| \| 839 \| 50-54 \| 915 \| \| 814 \| 45-49 \| 853 \| \| 907 \| 40-44 \| 971 \| \| 871 \| 35-39 \| 908 \| \| 858 \| 30-34 \| 878 \| \| 843 \| 25-29 \| 883 \| \| 728 \| 20-24 \| 673 \| \| 709 \| 15-20 \| 648 \| \| 1052 \| 10-14 \| 952 \| \| 763 \| 5-9 \| 732 \| \| 529 \| 0-4 \| 534 \| |        |             |       |       |       |       |          |
| Статево-вікова піраміда |        |             |       |       |       |       |          |
| Чоловіки | Вік    | Жінки       |       |       |       |       |          |
| 66 | 85 +   | 299         |       |       |       |       |          |
| 134 | 80-84  | 436         |       |       |       |       |          |
| 346 | 75-79  | 992         |       |       |       |       |          |
| 598 | 70-74  | 1033        |       |       |       |       |          |
| 487 | 65-69  | 708         |       |       |       |       |          |
| 800 | 60-64  | 1158        |       |       |       |       |          |
| 603 | 55-59  | 742         |       |       |       |       |          |
| 839 | 50-54  | 915         |       |       |       |       |          |
| 814 | 45-49  | 853         |       |       |       |       |          |
| 907 | 40-44  | 971         |       |       |       |       |          |
| 871 | 35-39  | 908         |       |       |       |       |          |
| 858 | 30-34  | 878         |       |       |       |       |          |
| 843 | 25-29  | 883         |       |       |       |       |          |
| 728 | 20-24  | 673         |       |       |       |       |          |
| 709 | 15-20  | 648         |       |       |       |       |          |
| 1052 | 10-14  | 952         |       |       |       |       |          |
| 763 | 5-9    | 732         |       |       |       |       |          |
| 529 | 0-4    | 534         |       |       |       |       |          |

Національний склад населення за даними перепису 2001 року:
| Національність | Кількість осіб | Відсоток |
| -------------- | -------------- | -------- |
| українці       | 25050          | 95,38 %  |
| росіяни        | 921            | 3,51 %   |
| білоруси       | 89             | 0,34 %   |
| вірмени        | 44             | 0,17 %   |
| молдовани      | 41             | 0,16 %   |
| інші           | 118            | 0,45 %   |

Мовний склад населення за даними перепису 2001 року:
| Мова       | Кількість осіб | Відсоток |
| ---------- | -------------- | -------- |
| українська | 25155          | 95,78 %  |
| російська  | 951            | 3,62 %   |
| вірменська | 37             | 0,14 %   |
| білоруська | 35             | 0,13 %   |
| молдовська | 17             | 0,06 %   |
| інші       | 68             | 0,26 %   |

Населення станом на 01.07. 2008 року — 24,1 тисяч осіб, у тому числі міського — 11,1 тис. осіб, сільського — 13,0 тис. осіб.

## Освіта
У районі функціонує 14 загальноосвітніх шкіл I—III ступенів, 6 загальноосвітніх шкіл I—II ступенів та 2 загальноосвітні школи I ступеня, а також Майорщинська допоміжна школа-інтернат.

## Медицина
Медичну допомогу населенню надають 3 лікарні, 2 поліклініки, 3 медичні амбулаторії та 21 фельдшерсько-акушерський пункт.

## Культура
Культурно-освітню роботу здійснюють 28 клубних закладів (15 будинків культури, 13 сільських клубів), 26 бібліотек, дитяча музична школа, районний історико-краєзнавчий та 11 сільських музеїв. Засоби масової інформації представлені районною газетою «Гребінчин край», телестудією «Гребінка», редакцією районного радіомовлення.
Діють кімнати-музеї Євгена Гребінки в м. Гребінка та с. Мар'янівка.
З 2017 року в місті та районі проводиться Міжнародний фестиваль культури «Гребінчині вечорниці» (засновник та художній керівник Микола Рудаков) на вшанування пам'яті Євгена Гребінки.

## Релігія
З релігійних конфесій у районі офіційно діють ПЦУ, УПЦ(МП), адвентисти 7-го дня, Євангельські Християни (баптисти).

## Політика

### Політичні та громадські організації
У районі зареєстровані й діють осередки 37-ми політичних партій та 10-ти громадських організацій. Найбільш активними серед них є осередки: «Батьківщина», «Наша Україна», КПУ, СПУ, районної організації інвалідів війни та Збройних Сил.
З 2017 року діє громадська організація «Нащадки духовної спадщини Євгена Гребінки».

### Результати виборів
25 травня 2014 року відбулися Президентські вибори України. У межах Гребінківського району було створено 30 виборчих дільниць. Явка на виборах складала — 65,32 % (проголосували 12 412 із 19 001 виборців). Найбільшу кількість голосів отримав Петро Порошенко — 56,99 % (7 074 виборців); Юлія Тимошенко — 14,45 % (1 793 виборців), Олег Ляшко — 12,45 % (1 545 виборців), Анатолій Гриценко — 4,31 % (535 виборців), Сергій Тігіпко — 2,80 % (347 виборців). Решта кандидатів набрали меншу кількість голосів. Кількість недійсних або зіпсованих бюлетенів — 1,07 %.

## Пам'ятки
- Пам'ятки монументального мистецтва Гребінківського району
- Пам'ятки історії Гребінківського району

## Відомі уродженці
- Гребінка Євген Павлович (1812—1848) — український письменник, педагог, видавець.
- Маркович Опанас Васильович (1822—1867) — український фольклорист, етнограф, громадський діяч, член Кирило-Мефодіївського Братства.
- Онищенко Олексій Семенович (1933) — український науковець та громадський діяч, лауреат Державної премії України в галузі науки і техніки (2008), академік НАН України (1997).
- Лисенко Олександр Петрович (1956) — радянський футболіст, захисник, півзахисник, чемпіон СРСР (1983), майстер спорту СРСР (1982).
- Горб Станіслав Миколайович (1965) — німецький та український зоолог, фахівець з ентомології, функціональної морфології, біомеханіки та етології, академік Німецької Академії Наук (2011).